# Міст Нормандії
Міст Нормандії — вантовий міст, прокладений через гирло Сени, що сполучає міста Гавр (Приморська Сена) та Онфлер (Кальвадос), розташовані на правому (північному) та лівому (південному) берегах відповідно. Міст виступає складовою ділянкою автомагістралі А29. Загальна довжина мосту становить 2141,25 метрів, причому довжина центрального прогону між двома пілонами становить 856 метрів. Транспортна завантаженість мосту на 2007 рік становила 6,14 млн автомобілів.